# Desperatio
Desperatio (lat. Verzweiflung) ist nach katholischem Verständnis eine Sünde wider den Heiligen Geist aus Verzweiflung am Heil. Wenn ein Sünder seine Sündenlast erkennt, daraus aber nicht den richtigen Schluss zu Umkehr, Beichte und Buße zieht, sondern über der Größe seiner Sünden verzweifelt, spricht man von desperatio. Der Sünder könne trotz seiner großen Sünden gerettet werden, wenn er den vorgeschriebenen Weg der Buße gehen würde. Dieser bleibt ihm so jedoch verschlossen, da er denkt, für seine Sünde könne es keine Verzeihung mehr geben. Er zweifelt also an der Gnade Gottes.
Als Gegenbeispiel zur desperatio wird oft der guote Sündaere Gregorius genannt, der trotz seiner großen Sünde (Inzest mit der Mutter) nicht verzweifelt, sondern eine unvorstellbare Buße auf sich nimmt und schließlich sogar Papst werden kann. Übergroße Sünde erfordert übergroße Buße, worauf einem die übergroße Gnade Gottes zukommt. Als „Heilmittel“ gegen die desperatio diene die Hoffnung (spes). Allerdings könne falsch verstandene Hoffnung zur Schwestersünde der desperatio führen, der praesumptio. Deshalb habe Gott dem Menschen neben der Hoffnung auch die Furcht (timor) gegeben.
Gaufredus Babion fasst dies in folgendem Satz zusammen: „Spes sine timore praesumptio est; timor sine spe desperatio est.“ (Hoffnung ohne Furcht ist praesumptio, Furcht ohne Hoffnung ist desperatio.)